# Кальюб
Кальюб (араб. قليوب) - місто в Єгипті, розташований в губернаторстві Кальюбія, по імені міста назву отримало все губернаторство. Знаходиться на північ від Каїра, на самому півдні дельти Нілу. Населення 108 860 жителів (2006) .
Кальюб є торговим центром для великого сільськогосподарського району. Тут знаходиться друкарня газети Аль-Ахрам. Кажуть, що вона була побудована з використанням матеріалів з давнього Геліополя, розташованого в декількох кілометрах.
13 лютого 2005 року в Кальюбі пройшов масовий політична страйк з вимогою пільг та приватизації Кальюбської прядильної компанії.
У серпні 2006 року в Кальюбі сталася велика залізнична катастрофа, у якій загинули 58 людей .

## Район
Кальюб також є центром району з населенням 400 269 чоловік (2002). Площа району 1158,7 км².